# Lynn Saville
Lynn Saville (nascida em 1950) é uma fotógrafa americana.
O seu trabalho encontra-se incluído nas colecções permanentes do Mint Museum, do Museu de Belas-Artes de Houston, do Museu de Arte do Condado de Los Angeles e do Brooklyn Museum of Art.